# Stenild
Stenild ist ein Ort im Norden der dänischen Halbinsel Jütland. Er gehört zur Gemeinde Rebild in der Region Nordjylland und zählt 0 Einwohner (Stand 1. Januar 2023).
Stenild war vom 1. April 1966 bis zum 31. März 1970 Teil der Landgemeinde Rørbæk-Nørager in Ålborg Amt. Davor gehörte es zur Landgemeinde Rørbæk-Grynderup-Stenild, die ebenfalls in Ålborg Amt lag. Mit der Kommunalreform zum 1. April 1970 gehörte Stenild bis zur Verwaltungsreform am 1. Januar 2007  zur Nørager Kommune in Nordjyllands Amt. Seitdem ist Stenild Bestandteil der Rebild Kommune in der Region Nordjylland.

## Persönlichkeiten
- Kristen Vadgaard (1886–1979), Turner